# ドリトル先生月へゆく
『ドリトル先生月へゆく』（ドリトルせんせいつきへゆく、Doctor Dolittle in the Moon）は、ヒュー・ロフティングにより1928年に発表されたイギリス（初刊はアメリカ合衆国）の児童文学作品。

## 概要
ドリトル先生シリーズの第8作。前作『月からの使い』の直接の続編であり、先生の助手となったトミー・スタビンズの一人称文体で書かれる4冊目のタイトルである。前半は、前作の終盤で巨大な蛾に乗せられて月にたどり着いた先生やスタビンズたちが月面で様々な学術調査を行う描写が中心になっており、過去のシリーズ作品と趣を大きく異にしている。サイエンス・フィクションの趣きさえ見られる作品である。

### 本作の執筆背景
続巻で「月世界3部作」を締めくくる第9作の『月から帰る』は本作から5年後の1933年刊と、前巻までの刊行ペースに比べるとやや長いブランクが生じている。ロフティングは第6作『キャラバン』刊行後からシリーズにマンネリ化を感じ、かと言って作中で主人公のドリトル先生を死亡させるにも忍びなかったことから本作でスタビンズだけを先に地球へ帰還させ、先生を月世界へ置き去りにしたままシリーズを完結させるつもりであった。しかし、本作の幕引きに対してドリトル先生の復活を求める要望が読者から数多く寄せられたことを受け、1932年刊の番外編『ガブガブの本』を挟んで先生を地球に帰還させてシリーズを正式に再開した。

## あらすじ
巨大な蛾に乗せられて未知の世界である月へ連れて来られたドリトル先生、助手のトミー・スタビンズ、オウムのポリネシア、チンパンジーのチーチーは月面に点在する植物が地球の品種と比べて著しく巨大で、かつ高寿命であることに驚嘆する。月へ連れて来られた目的が全く不明なまま月面の地誌や生態系の調査が手探りで始められ、遂に地球の品種よりも大型で高い知能を持つおしゃれのユリとの会話に成功した先生は他の植物とも次々に会話し、月世界の植物や昆虫、鳥が「会議」と呼ばれる組織の取り決めに従って戦争を未然に防ぐ極めて民主的な統治が為されていることを知らされるが、その「会議」の全容についてはどの植物も黙秘するばかりであった。
やがて、先生たちの前に「会議」の議長を務める月世界で唯一の人間──かつて、チーチーが祖母から聞かされたと言う太古の伝承に登場する彫刻家のオーソ・ブラッジが姿を現す。オーソは妖精・ピピティーパと別れた後に地球上で起きた大噴火により巨大な土塊と共に天空高く打ち上げられ、そのまま植物や昆虫、鳥と共に月世界の住民となり生物間の争いを仲裁する「会議」を創設したのである。重力が地球よりも少なく、また栄養価の高い食物が手に入る環境のせいで途方も無い巨人と化していたオーソは足に水腫が出来て苦しんでいたところ、火山の噴火で地球から打ち上げられて来たカワセミから名医・ドリトル先生の評判を聞いてあの巨大な蛾──ジャマロ・バンブルリリイを使いに出したのであった。
ほどなくして先生は診療所を開設し、オーソや昆虫、鳥たちの治療を始める。しかし、スタビンズの両親は息子が行方不明になったことを案じているのではないか心配しているとつぶやいたことがオーソに報告され、オーソは先生がスタビンズを連れて地球に帰ってしまうのではないかと言う危惧からスタビンズが水汲みに行った隙を見計らって無理矢理、ジャマロの背中にスタビンズを乗せて地球へ送り返してしまう。所持金が一銭も無く、月世界での数週間に及ぶ生活が原因で3メートルを超える巨体になってしまっていたスタビンズは「1ヶ月限定」と言う条件でサーカス団の見世物となって馬車代を稼ぎ、苦心の末に故郷のパドルビーへ帰り着く。そして、トミーは先生の帰りを待っていた動物たちに、ポリネシアが「先生が帰還する際は月面から狼煙を上げる」と言ったことを伝えるのであった。

## 日本語版
長らく岩波書店版のみが刊行されていた。前作『月からの使い』よりも本作の方が先に日本語訳され、岩波少年文庫に収録された。2013年6月に角川つばさ文庫より『新訳 ドリトル先生の月旅行』のタイトルで新訳版が刊行された。この際翻訳順は原書通りである。
- ヒュー・ロフティング、訳：井伏鱒二『ドリトル先生月へゆく』 岩波書店
  - 岩波少年文庫 1955年12月15日初版、1979年・2000年改版 ISBN 978-4-001-14028-6
  - 愛蔵版〈ドリトル先生物語全集〉第8巻 1962年5月14日初版 ISBN 978-4-001-15008-7
- 『新訳 ドリトル先生の月旅行』（角川つばさ文庫 編集・発行：アスキー・メディアワークス）

訳：河合祥一郎 画：patty 2013年6月15日初版 ISBN 978-4-046-31292-1